# Pedro Felipe Ramírez
Pedro Felipe Ramírez Ceballos (Talca, 19 de octubre de 1941) es un ingeniero y político chileno, militante de la Izquierda Cristiana. Fue diputado, ministro de Minería y de Vivienda y Urbanismo en el gobierno de Salvador Allende. En 2014 fue designado por la presidenta Michelle Bachelet como embajador de Chile en Venezuela, cargo en el que permaneció hasta marzo de 2018.

## Vida personal
En 1969 se casó con Olaya Tomic Errázuriz, hija del reconocido dirigente demócratacristiano Radomiro Tomic. En 1977, un año después de su arribo a Venezuela, se separó de Tomic, quien regresó a Chile junto a las dos hijas del matrimonio.
Durante su exilio en Venezuela asumió públicamente su homosexualidad. Dicha situación le generaría amenazas por parte de la Central Nacional de Informaciones (CNI) en 1984 —luego de haber retornado a Chile— al señalar que existirían imágenes de él en conductas homosexuales, lo cual era fuertemente rechazado por la sociedad chilena de la época.

## Carrera política

### Primeros años

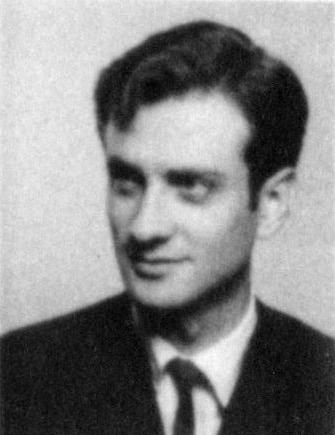
Pedro Felipe Ramírez durante su período como diputado (1969-1973).

Su carrera política comenzó mientras estudiaba ingeniería en la Universidad de Chile, cuando se unió al Partido Demócrata Cristiano. Participó activamente en la organización estudiantil, siendo presidente del centro de estudiantes de su facultad en 1963, vicepresidente de la Federación de Estudiantes de la Universidad de Chile (FECh) en 1963 y presidente de dicha institución al año siguiente. Por esos años también se dedicó al periodismo, publicando en la revista Desfile junto con José Gómez López y Eugenio Lira Massi.
Como miembro de la Democracia Cristiana, participó activamente durante el gobierno de Eduardo Frei Montalva. En 1966, teniendo apenas 24 años, fue nombrado gerente general del Servicio de Cooperación Técnica (Sercotec). Aunque Ramírez pertenecía a la línea más izquierdista dentro del PDC, logró una buena relación con los grupos moderados, quienes apoyaron activamente su candidatura a diputado por la Agrupación Departamental de Osorno y Río Negro, siendo electo como tal en 1969.

### Ministro de Salvador Allende
Tras la victoria de Salvador Allende en las elecciones presidenciales de 1970, en la que su suegro obtuvo el tercer lugar, Ramírez se acercó al gobierno de la Unidad Popular. Finalmente, renunció en 1971 a su partido y dio origen junto a otros exmiembros de la DC a la Izquierda Cristiana, que se unió al gobierno. Ramírez no se repostuló a su cargo en las elecciones de 1973, asumiendo unos meses después como ministro de Minería. En agosto de 1973 fue nombrado como ministro de Vivienda y Urbanismo, cargo que ocupó por cerca de un mes, ya que el 11 de septiembre un Golpe de Estado puso fin al gobierno del Presidente Allende. 

### Dictadura y democracia
Durante la dictadura militar fue detenido y permaneció en varios centros de prisioneros políticos como la Escuela Militar, la Isla Dawson, Ritoque y Tres Álamos. Partió al exilio a Venezuela en 1976, donde continuó realizando actividades políticas por la recuperación de la democracia. Ramírez se integró al Centro de Estudios del Desarrollo (Cendes) de la Universidad Central de Venezuela, trabajando junto al también exiliado Carlos Matus y el venezolano Jorge Giordani.
Volvió a Chile en 1979 y, durante los años 1980, participó activamente en las Jornadas de Protesta Nacional en oposición al régimen de Augusto Pinochet. En 1981 vivió en la clandestinidad y en 1983 fue detenido por su trabajo en la oposición. Fue uno de los líderes de la reorganización de la Izquierda Cristiana. Sin embargo, en 1984 la CNI lo amenazó con publicar evidencia que revelaría su homosexualidad, fuertemente rechazada por la sociedad de la época. Si bien Ramírez y el resto de la IC no tenían certeza de que los organismos de inteligencia la dictadura tuvieran esas pruebas, prefirieron evitar dar a conocer la situación. Así, Ramírez abandonó la secretaría general, siendo reemplazado por Luis Maira, y dejó los cargos políticos más relevantes. Años después colaboró en la fundación del Partido por la Democracia.
Tras el fin de la dictadura, Ramírez se retiró de la política y volvió a trabajar en el mundo de la construcción. Años más tarde, volvería lentamente al mundo público al formar parte del consejo directivo de la Fundación Salvador Allende. El año 2011, junto a figuras que salieron de la Concertación como el excandidato presidencial Jorge Arrate y el diputado Sergio Aguiló, formó el Movimiento Amplio de Izquierda (MAIZ). En 2012, y en su calidad de dirigente del MAIZ, se sumó a la Izquierda Ciudadana, movimiento creado antes de las elecciones municipales. En 2017 anunció su salida del partido por diferencias "irreconciliables" con su presidente, Francisco Parraguez Leiva.
En 2014, fue nombrado por la presidenta Michelle Bachelet como embajador de Chile ante la República Bolivariana de Venezuela. Durante su paso por la embajada, y siguiendo las instrucciones del Ministerio de Relaciones Exteriores, recibió a personeros opositores a Nicolás Maduro que llegaron pidiendo protección. En marzo de 2018, antes de dejar su misión diplomática, la Asamblea Nacional le entregó un reconocimiento por su "invaluable apoyo en la defensa de la democracia".